# Mäster Dyks hus

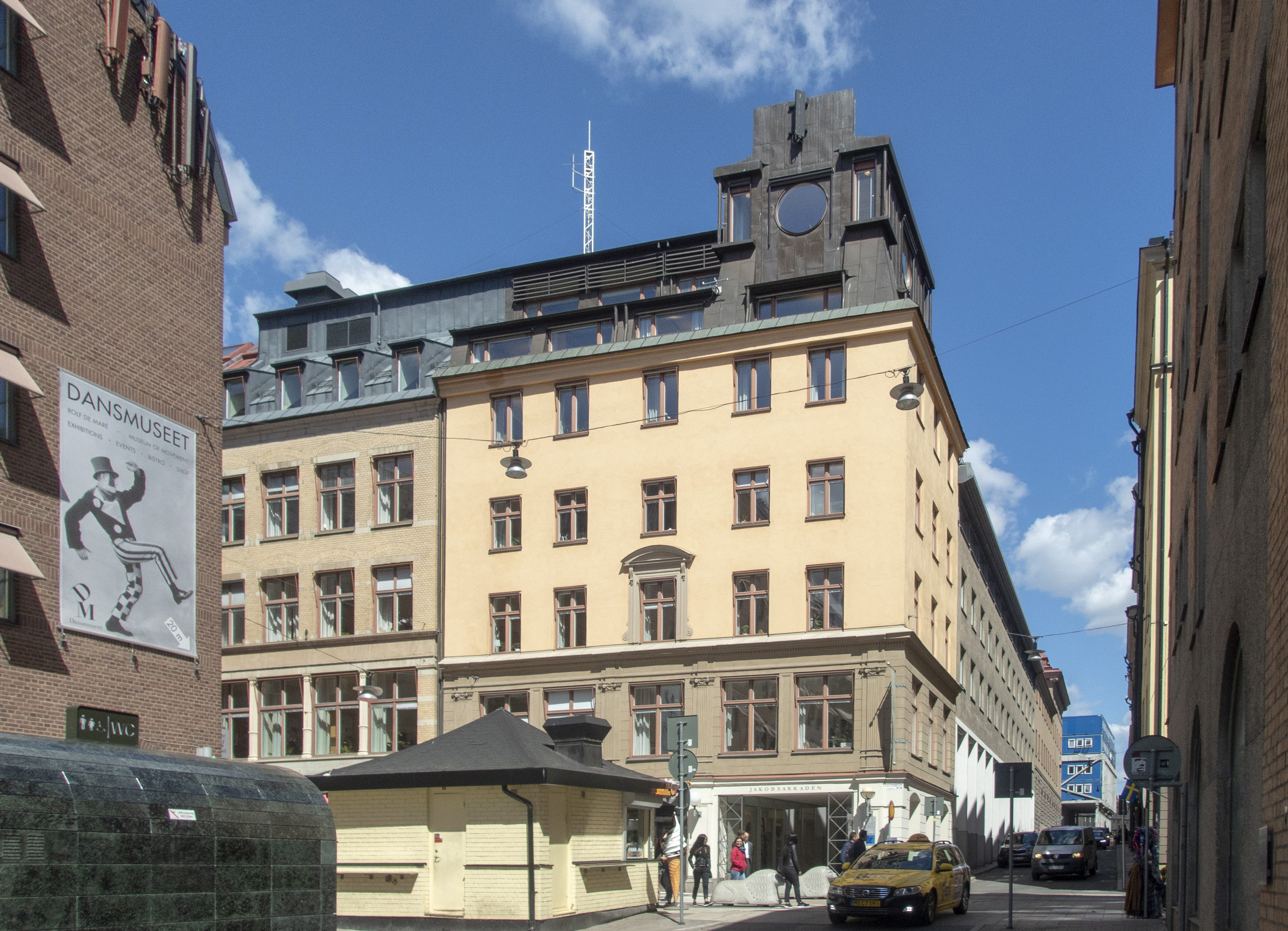
Mäster Dyks hus, Drottninggatan 10 / Jakobsgatan 18, juni 2018.

Mäster Dyks hus kallas en byggnad i kvarteret Brunkhuvudet i hörnet Drottninggatan 10 / Jakobsgatan 18 på Norrmalm i Stockholm. Byggnaden uppfördes 1646–1652, förvärvades av staten 1979 och byggdes om för i första hand Regeringskansliet. Fastighetens del mot Drottninggatan är grönmärkt av Stadsmuseet i Stockholm, vilket innebär att den anses vara ”särskilt värdefull från historisk, kulturhistorisk, miljömässig eller konstnärlig synpunkt”.

## Historik

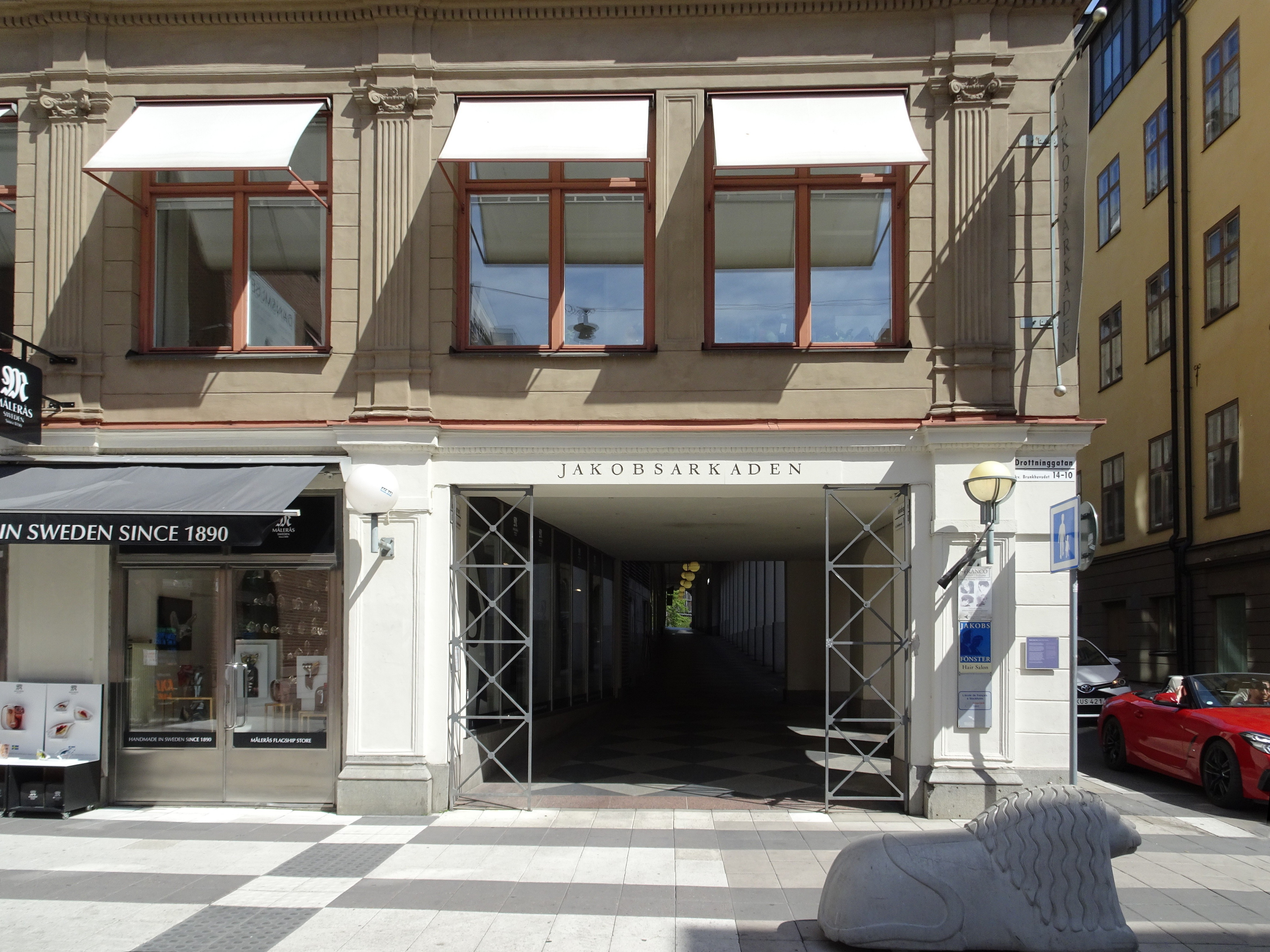
Jakobsarkaden, 2020.

Byggherre var sadelmakaren och remsnidaren Gudmund Dyk som lät på det då nybildade kvarteret uppföra sin verkstad och bostad. Delar av huset hyrde han även ut. Mäster Dyk var en välbeställd hantverkare och bekostade 1668 och 1669 två kyrkogårdsportaler för Klara kyrka. I kyrkan finns även ett Epitafium över Dyk och dennes familj daterad 1658.
Byggnaden i hörnet Drottninggatan / Jakobsgatan har haft många ägare under åren, bland annat innehades den under 1600-talets slut och 1700-talet av adelsfamiljerna Bååth, Grundelstierna och Benzelstierna. År 1872 ägdes fastigheten av körsnären D. Forsell som lät utföra en större ombyggnad. Bland annat tillkom ytterligare en våning och längs Jakobsgatan byggdes en handels- och kontorsflygel i tre våningar. För den arkitektoniska utformningen stod Axel Kumlien. Forsell innehade även Mariehälls gård i Bromma socken mellan 1884 och 1887. År 1916 tillkom ytterligare en våning på byggnadskroppen mot Drottninggatan och den nuvarande fasaddekoren skapades då.
Huset förvärvades 1979 av staten genom Statens Fastighetsverk. Därefter skedde en ombyggnad för huvudsakligen Regeringskansliets lokaler. Vid ombyggnaden påträffades rester av takmålningar från 1600-talet. Byggnaden var längre rivningshotad eftersom Jakobsgatan skulle breddas och få samma bredd som i angränsande kvarter öster och västerut. Problemet löstes genom att gatans trottoar mot Jakobsgatan placerades i en arkad, nuvarande Jakobsarkaden, på 1980-talet. För det revs och nybyggdes en del av bebyggelsen mot Jakobsgatan, medan den ursprungliga fasadlinjen bevarades.